# Albán ortodox egyház
Az albán ortodox egyház (albánul: Kisha Ortodokse Autoqefale e Shqipërisë) egyike a tizenöt autokefál (önálló) ortodox egyháznak. 1922-ben alapították, de csak 1937-ben ismerte el a konstantinápolyi pátriárka az albán egyház autokefalitását.
Az egyház a második világháború és az Enver Hoxha vezette kommunista diktatúra alatt szenvedte el a legnagyobb csapásokat. Ez volt az ország és egyúttal az egyház történetének egyik legsötétebb korszaka. A rezsim odáig ment el, hogy 1967-ben Albániát ateista államnak nyilvánította, és bezáratták a templomokat. A kommunizmus bukása után, 1991-ben újjászervezték az egyházat, és 250 templomot renováltak. A 2010-es évekre 909 plébánia alakult meg, és a hívők száma ekkorra már 500–700 ezer fő volt.
Az egyház számára fontos az új papok képzése, ezért létrehozták számukra a Krisztus Feltámadása Teológiai Akadémiát. Az akadémia befejeztével sokan külföldön folytatják tanulmányaikat. Ezenkívül több iskolának is fenntartója, ahol a diákokat számítástechnikára, számítógépes számvitelre és más szakmákra oktatják. Vannak kétnyelvű iskolái is.
Az albán ortodox egyház négy egyházmegyére, a Tirana–durrësi szent érsekségre, a Berati szent püspökségre, a Gjirokastrai szent püspökségre és a Korçai szent püspökségre oszlik.

## Története

### Az egyházalapítás előtt

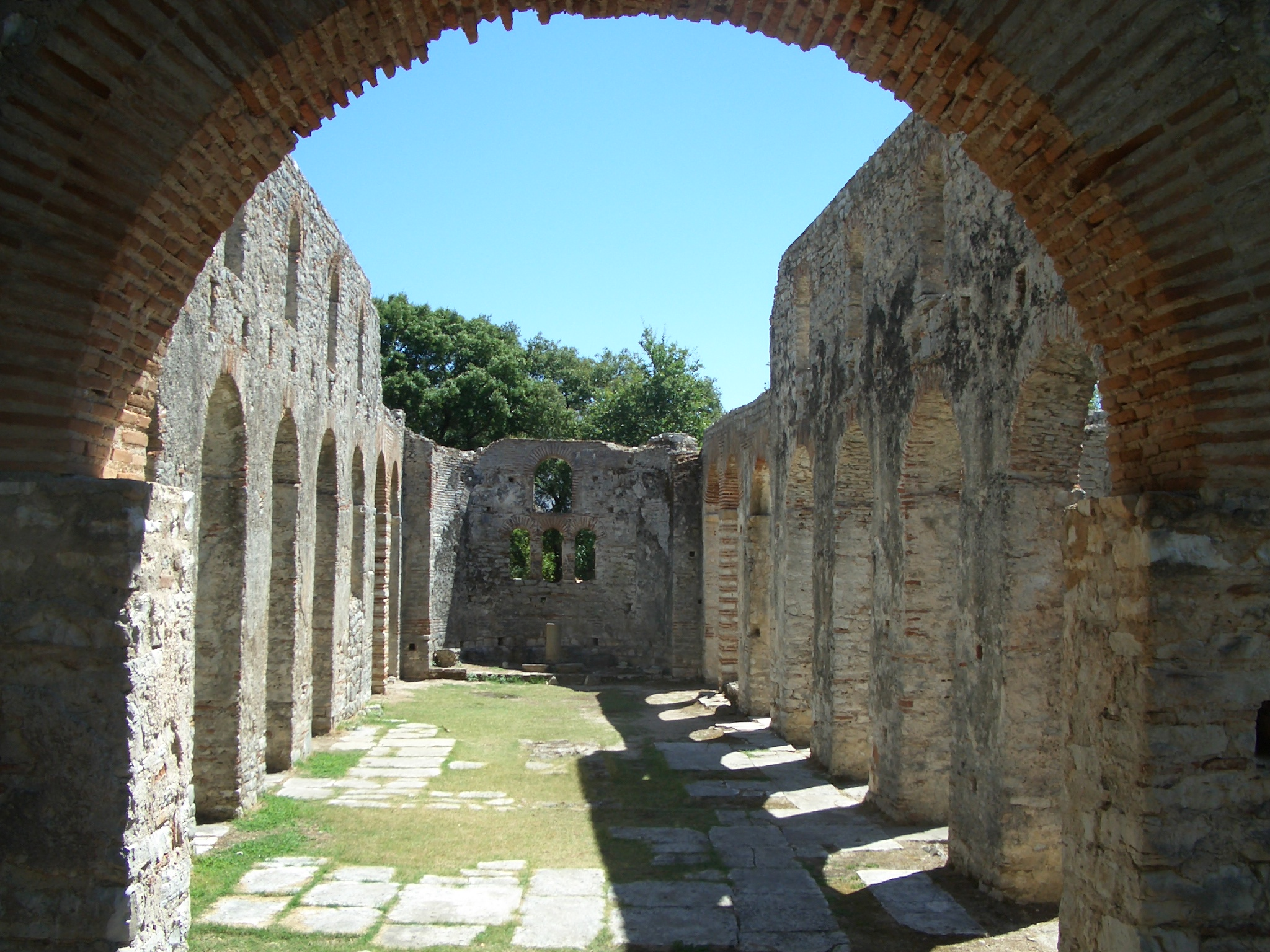
6. századi ókeresztény bazilika Butrintban

A kereszténység az 1. században Pál apostollal érkezett a területre, aki Illyricum provinciában prédikált. A legenda szerint még Dyrrachiumot (ma Durrës) is meglátogatta.
A Római Birodalom idején Albánia területe politikailag és egyházjogilag Rómához tartozott. 395-ben, amikor kettévált a birodalom, politikailag Konstantinápoly fennhatósága alá került, míg egyházjogilag továbbra is Rómához, egészen 731-ig.
731-ben a konstantinápolyi ortodox egyházhoz került Albánia területe, majd az 1018-ban megalakult Ohridi érsekség része lett. A 11. században a római katolikus egyház ezen a területen kívánt terjeszkedni, és sok új hívőjük is akadt a következő századokban.
Amikor a 15. században Albánia területe az Oszmán Birodalom része lett, az ortodoxok a birodalom által elismert Ohridi érsekség fennhatósága alá kerültek. Ezután az albánok egy része fokozatosan muszlimmá vált. Ezekben az évszázadokban az albán területeken élő ortodoxok két egyház alá tartoztak. A Drin folyótól délre eső területeken a konstantinápolyi ortodox egyház fennhatósága érvényesült, amelynek a görög volt a hivatalos nyelve, míg a folyótól északra fekvő területek a szerb ortodox egyház közigazgatása alá tartoztak, amelynek a szerb volt a hivatalos nyelve. A 17. században hívek kb. 1%-a csatlakozott Rómához. Ez az albán bizánci katolikus egyház néven ismert keleti katolikus egyház.
A 18–19. században többen megkísérelték a Bibliát albán nyelvre lefordítani. Az egyik ismert fordítási próbálkozás ebből az időszakból feltehetően Voskopojai Gregoriosz szerzetes nevéhez fűződik, aki később Diracs (ma Durrës) metropolitája lett. Az Újszövetség evangéliumaiból fordított le töredékeket, a saját maga által kidolgozott elbasani ábécé felhasználásával. A 19. században, Gregoriosz Argirokasztritész (albánul: Grigor Gjirokastriti), Évia püspöke kiadta az Újszövetség fordítását albán nyelven görög betűkkel. Későbbi fordítások Kostandin Kristoforidhi görög ábécét használó, geg (1869), illetve toszk nyelvjárású (1879) bibliái.

### Az egyház megalapítása

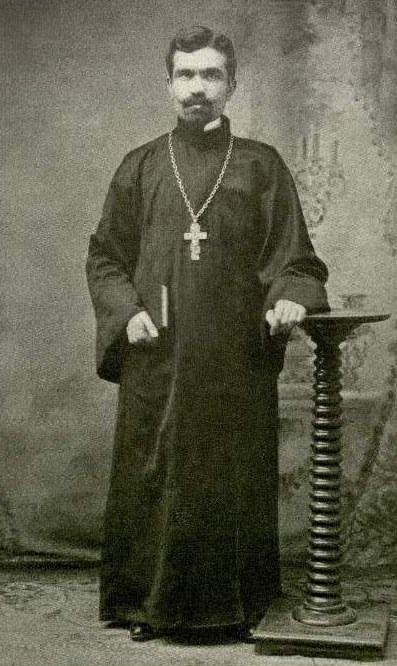
Fan Noli 1908-ban, az albán ortodox egyház vezetőjeként

Fan Noli amerikai-albán politikus és egyházi személyiség 1907-ben hírét vette, hogy a massachusettsi Hudsonban egy ortodox pópa megtagadta a temetési szertartást egy, a nemzeti mozgalomban részt vett ortodox albántól. Noli ezután megbeszéléseket folytatott az orosz ortodox egyház észak-amerikai érsekével, Platonnal. Az érsek támogatta Nolit, sőt 1908. március 8-án pappá szentelte a New York-i Szent Miklós-katedrálisban. Alig két héttel később, 1908. március 22-én, Noli büszkén celebrálta a bostoni Knights of Honor Hallban az albán nyelvű liturgiát. 1911-es európai körútján több helyen (Odessza, Bukarest, Szófia) tartott albán nyelvű istentiszteletet. 1919. július 27-én Nolit püspökké nevezték ki, ezzel az amerikai albán ortodox egyház önálló egyházmegye lett.
1922. szeptember 12-én az albán kormány által támogatott berati kongresszuson az addig a konstantinápolyi ortodox egyházhoz tartozó albán ortodox egyházközségek kinyilvánították autokefalitásukat. Az egyház vezetőjének egy délszláv püspököt kértek fel, de ez az elképzelés végül nem valósult meg. Végül Fan Noli a tirana–durrësi, Kristofor Kisi a berati, Jerótheosz exarcha pedig a korçai püspöki címet nyerte el; a gjirokastrai püspök személyében nem jutottak megegyezésre, így a szent szinódus nem alakulhatott meg. Nem sokkal később az egyház alapokmányát a kormány is elfogadta. Az albán ortodox egyház elismerése többszöri egyeztetés ellenére sem jött létre, így 1929. február 12-én a szerb ortodox egyház által küldött két püspökkel és Zog király által kinevezett három püspökkel létrehozták a Szent Szinódust. Az egyház vezetője, archimandritája Visarion Xhuvani, korábbi tiranai püspök lett.
Az új ortodox egyházat és annak vezetését a konstantinápolyi pátriárka nem ismerte el, aminek következtében szakadás következett be: két ortodox felekezet lett Albániában, egy Konstantinápoly-párti és egy Konstantinápoly-ellenes. A szakadás 1937. április 12-én ért véget, amikor közel egyévnyi tárgyalás után a konstantinápolyi pátriárka elismerte az albán egyház autokefalitását. 1937 februárjában ugyanis az albán kormány menesztette Xhuvanit, és Kristofor Kisit nevezte ki prímássá, aki jó kapcsolatokat ápolt a pátriárkával. Ezután Athénban és Isztambulban is tárgyalt a két egyház képviselője, míg végül megállapodtak egymással.
A gondok azonban ezután sem szűntek meg, ugyanis az ortodox albánok mellett szerbek, vlachok és görögök is éltek Albániában, ám az ő képviseletük nem volt megoldva az egyházban. Másodszor az ortodoxok Albánia lakosságának csak 23%-át adták ekkor, és ez társadalmi feszültséget jelentett.

### A második világháború alatt
Az 1939-es olasz megszállás után az ortodox egyházat az italo-albán bizánci katolikus egyházzal kívánták egyesíteni. Ez azonban az ortodox egyház ellenállása miatt az 1943-as olasz kapitulációig nem sikerült. Ezután a rövid német megszállás alatt az egyház szempontjából semmi változás nem történt.

### A kommunizmus alatt
Az 1944-es kommunista hatalomátvétel után üldözni kezdték az egyházakat. Kristofor Kisi tiranai érseket 1948. december 25-én leváltották tisztségéből, majd 1949-ben bebörtönözték. Helyére Pais Vodica került, aki korábban Korça püspöke volt.
1950. február 5–10. között új zsinatot tartottak Tiranában, ahol új kartát fogadtak el a résztvevők, amely az 1929-es alapszabály javított változata volt. Ekkor Kristofor Kisi házi őrizetbe került, majd 1956. június 29-én holtan találták. A hivatalos iratok szerint szívrohamban halt meg. 1966 márciusában Pais Vodica is meghalt. Helyére áprilisban Damian Kokoneshi került.
Az 1950-es és 1960-as években tovább folytatódott a vallásüldözés. Hívőket és papokat börtönöztek be, illetve végeztek ki. Sokan ezért Amerikába disszidáltak. Ott két csoportra tagolódtak. Az első csoport vezetője Fan Noli lett (később Stefan Lasko kapta meg ezt a tisztséget), aki továbbra is tartotta a kapcsolatot az anyaegyházzal. A másik csoport vezetője Marko Lipa lefkai püspök volt, aki az Ökumenikus Patriarchátusnak volt alárendelve. Amikor 1965 márciusában Noli meghalt, a két csoportot egyesíteni akarták, de a tárgyalások nem jártak eredménnyel.
1967. november 22-én rendeletet hoztak az ortodox templomok bezárásáról. Az egyházi épületeket lerombolták vagy másra használták. Az országot ateista állammá nyilvánították, és az összes egyház teljes vagyonát elkobozták. A papságra komoly megpróbáltatások vártak. Volt, akit börtönbe zártak, volt, akit száműztek, és volt, akit kivégeztek. Damian érseket letartóztatták, és 1973-ban a börtönben halt meg egyes források szerint. Mások szerint nem börtönözték be, hanem 1973. október 18-án pogradeci otthonában halt meg.

### Az egyház újjászervezése

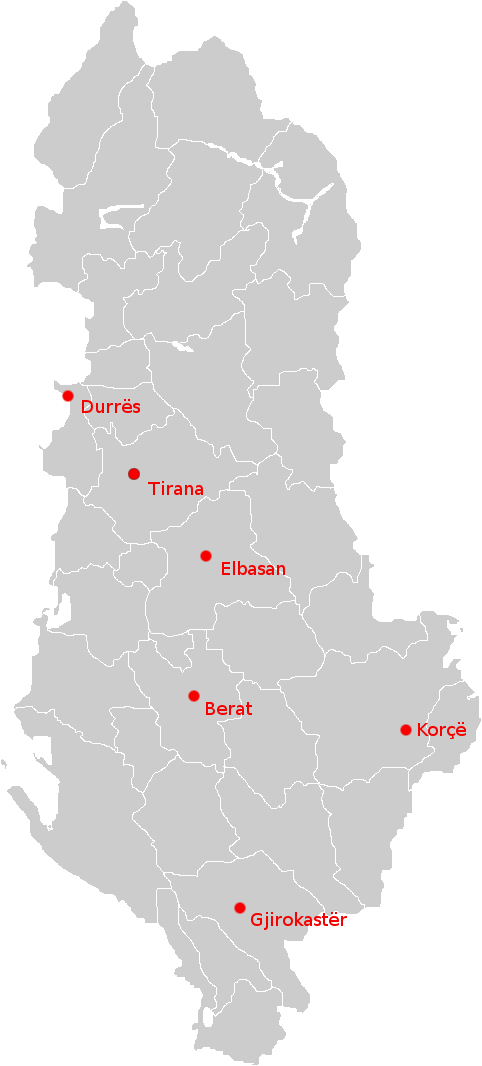
Püspökségek

A kommunizmus 1990-es bukása után az egyház újraindulása nehézségekbe ütközött, mivel már nem voltak az országban élő főpapok. 1991 januárjában I. Dimitriosz konstantinápolyi pátriárka a Klérusok és Laikusok Tanácsának közgyűlésén patriarchális metropolitának nevezte ki Anasztásziosz Janulátosz (görögül: Αναστάσιος Γιαννουλάτος, albánul: Anastas Janullatos) androusai püspököt, az Athéni Egyetem professzorát. Az új metropolitának az volt a feladata, hogy kapcsolatot teremtsen az egyház és az ország hatóságai között. A kormány kifogásolta az új egyházi vezetőt, és több hónapig nem engedték be az országba. Végül 1991. július 17-én Tiranába mégis megérkezett a metropolita. Látva a pusztítást, zsinatot hívott össze 1991. augusztus 1–2. között. Itt új képviselőket választottak ideiglenesen a szinódusba.
1992. június 24-re I. Bartholomaiosz konstantinápolyi pátriárka zsinatot hívott össze, ahol Anasztászioszt egyhangúlag Tirana és egész Albánia érsekének tették meg. Ekkor választották meg Berat, Vlora és Kanina metropolitájának Ignatiosz Triantiszt, Korça metropolitájának Hrisztodoulosz Mousztakaszt és Gjirokastra metropolitájának Alexandrosz Kalpakidiszt.
Az albán kormány ismét tiltakozott a három püspök miatt. Sali Berisha elnök is kifejezte nemtetszését, amikor a konstantinápolyi egyház küldöttei 1992. július 4-én viziten voltak nála. A küldöttek, Evangelos pergei és Meliton philadelpheiai püspök, illetve a protopresbiter Elias Katre is albán származásúak voltak. Az elnök beleegyezett Anasztásziosz kinevezésébe, de a többi püspökét továbbra sem fogadta el.
Anasztásziosz érsek 1992. július 12-én elküldte „Nagy Levelét” a Phanarinak, majd augusztus 2-án beiktatták hivatalába. Egyes albán körök nem törődtek bele abba, hogy ő lett az egyház feje, ezért 1994 októberében az albán elnök népszavazást írt ki, arról, hogy egyházi vezetők csak albán állampolgárok lehetnek, és vagy Albániában születtek vagy 20 éve ott élnek. A népszavazásra november 6-án került sor, de Berisha elképzelése megbukott.
1996-ban új püspököket szenteltek fel Isztambulban, amit az albán kormány ismét elutasított, sőt ezeket a papokat nem engedték be az országba. 1997 novembere és 1998 júliusa között a helyzet rendezése okán a Szent Szinódus zsinatot rendezett, ahol megszavazták, hogy az érsek és Ignatiosz a helyén marad, viszont a másik két püspököt lemondatták. Kosmas Kirio lett az apollóniai metropolita, Joan Pelushi pedig a korçai metropolita.
1999-ben 110 magas iskolázottságú papot szenteltek fel. 2000-ben elhunyt Kosmas metropolita, akinek a helyét hat évig nem töltötték be, ekkor 2006. november 11-én a Szent Szinódus három új püspököt választott, így az albán püspökök száma hatra nőtt.
2008. november 24-én az ortodox egyház és a Miniszterek Tanácsa megállapodást írt alá, hogy ezt követően az albán alkotmány javításakor egyeztetnek az egyházzal. A megállapodást jóváhagyta az albán parlament, és később hivatalosan bejegyezték a bíróságon.
A 2010-es évekre 909 plébánia alakult meg. A hívők száma ekkor 500–700 ezer fő volt.
2012. január 19-én a Szent Szinódus újabb két püspökkel bővült. Nathaneil Stergiout Amantia püspökévé, míg Asti Bakallbashit Bylis püspökévé választották meg.

## Az egyház tevékenységei

### Egyházi oktatás
1991-ben a régi papok közül csak 22 maradt életben, ők alkották az új klérust. 2012-ben már 146 pap szolgál, akik mind albán állampolgárok. Az új papok a Krisztus feltámadása Teológiai Akadémiát végezték el. Az akadémián a katekizmust és más egyházi feladatokat tanítják meg a jövendőbeli papoknak. Sokan közülük külföldön folytatják tanulmányaikat.
1998 szeptemberében nyitotta meg kapuit a gjirokastrai Szent Kereszt Egyházi Gimnázium, amelyben kollégium is található, 2007 szeptemberében pedig a második egyházi gimnáziumot is felavatták. Ez az intézmény Durrës-Sukhtben található, és a neve is ugyanaz, mint az elsőnek: Szent Kereszt Egyházi Gimnázium.

### Oktatás
Az egyház 1992 óta egy teológiai akadémiát és két egyházi középiskolát nyitott. 2000 óta Tiranában működik a Szeretet Lelke Szakképzési Intézet, ahol hat különböző területen szerezhetnek a tanulók ismereteket: Team Manager, számítógépes számvitel, számítástechnika, orvosi laboratóriumi specialista, bizánci ikonográfiák és műemlékek helyreállítása és megőrzése. 2009-től az intézet neve Logosz. Hasonló intézet a 2002-ben nyílt gjirokastrai Emmaus Centerben, ahol négy területen oktatják a diákokat: számítógépes számvitel, üzleti adminisztráció, turizmus és számítástechnika. 2005-ben nyitották meg a Pál Apostol Szakiskolát Mesopotam faluban, ahol négy szakképzési területen oktatják a diákokat: számítástechnika, elektromos vezeték, hidraulikus berendezések és hűtőberendezések (klímaberendezések).
Három általános illetve középiskolát (1–9.) alapítottak: a Protagonists Albán-Amerikai Iskolát Tiranában (2001-ben kezdődött az oktatás), a Szeretet Lelke Albán-Görög Iskolát, Durrësben (2005-ben kezdődött a tanítás) és Gjirokastrában (2008-ban kezdődött az oktatás). Az egyház 17 óvodát alapított Albánia különböző városaiban, ahol 800 kisgyermeket tudnak elhelyezni, és ahol elsőbbséget élveznek a hátrányos helyzetűek.
A durrësi Szent Vlash-kolostorban árvaházat működtet az egyház. Az állami iskolákat és óvodákat is anyagi és technikai támogatásban részesítik.

### Egyházi épületek újjáépítése
Az Érsekség Technikai Hivatalát 1992-ben alapították, feladata az egyházi épületek újjáépítése. Azóta 150 templomot építettek fel különböző méretekben, 70 templomot, kolostort és kulturális emlékművet restauráltak és 160 templomot felújítottak.
Számos felújított és felépített épületet nem csak egyházi célra hasznosítanak, hanem óvodának, egészségügyi központnak, műhelynek, népkonyhának is használnak. Ezekkel együtt közel 450 építési projekt van az országban. Olyan építészeti tanfolyamokat szerveznek, ahol egyházi építészetet tanítanak a fiataloknak.

### Média
Az ortodox egyháznak saját, modern nyomdagépével állítják elő az egyház havi lapját, a „Ngjallja”-t (Feltámadás), a „Gëzohu” (Örvendezz) című gyermekmagazint, az ortodox ifjúság magazinját, a „Kambanat”-ot (Harangok), valamint különféle liturgikus, lelki és szellemi könyveket. 2009-ben a „Kërkim” (Keresés/Kutatás) folyóiratban a teológia, a tudomány, a kultúra területén történtekről és az aktuális eseményekről számolnak be. 2000 óta időszakosan jelenik meg Korçában a „Tempulli” (Templom) kulturális magazin, míg a Gjirokastrában az „Enoria Jone” (Közösségünk) című közlöny. A durrësi teológiai akadémián tanulók számára adják ki „Fjala” (A Szó) című újságot.
Újságok mellett „Ngjallja” néven rádióállomás is működik Albániában, amely 24 órán keresztül sugároz ismeretterjesztő, vallási, zenei, oktatási műsorokat.

### Egészségügy
Az emberek testi és lelki állapotának helyreállítása érdekében az egyház is fontos munkát végez más területeken, például az egészségügyben. Az első ortodox klinika, a Szent Lukács Klinika megnyitása 1994-ben volt, de 1999-ben bezárt, és helyébe az Angyali Üdvözlet Ortodox Diagnosztikai Központ lépett, amely korszerű diagnosztikai berendezésekkel van felszerelve. A központban az ország legjobb orvosai dolgoznak, akik havonta 6000 beteget látnak el, vallási kötődéstől függetlenül. Hasonló klinikák találhatók Kavaja, Korça, Gjirokastra és Lushnja városokban és Jergucat faluban is. A falvakban mobil fogászati klinika látja el a betegeket.
A Szeretet Szolgálata (Diaconia Agapes) Ortodox Segélyszervezetet azért jött létre, mert a kommunizmus bukása után a falusi orvosok beköltöztek a városokba. A segélyszervezetet a németországi evangélikus egyház pénzügyi támogatásban részesíti. Ez a segélyszervezet nővéreknek és szülésznőknek biztosít képzést.

### Humanitárius akciók
Az albán ortodox egyház politikai és társadalmi válságok idején (1992, 1994, 1997) aktívan kivette részét a humanitárius akciókban, ahol több ezer tonna gyógyszert, élelmiszert, ruhát osztottak szét a rászorulók között, például 1997-ben 800 tonna élelmiszert és ruhát.
Az elmaradott hegyvidéki régiókban fejlesztették az infrastruktúrát (csatorna, vezetékes víz, útépítés), új egészségügyi központokat, óvodákat, iskolákat, árvaházat, idősek otthonát alapítottak. Börtönökben is építettek templomokat, ahol az elítéltek istentiszteleten vehetnek részt.
Az 1999-es koszovói konfliktus idején több tízezer koszovói menekült át Albániába. Az ortodox egyház más vallási szervezetekkel és adományozókkal két menekülttábort hozott létre, ahol élelmiszert és ruhákat osztottak szét. A táborokat 2001-ben zárták be.
Az egyház természeti és ipari katasztrófák idején is segítséget nyújt. 2002-ben Lezha, Berta és Gjirokastra városok, 2010-ben pedig Shkodra lakóit segítették. 2008-ban egy gërdeci gyárban történt robbanás során 27 ember vesztette életét. Az egyház ekkor gyűjtésbe fogott, és a gyászoló családoknak eljuttatta az adományokat. A robbanásban megsérült helyi óvodát is felújították.
A Szeretet Társasága Jótékonysági Konyhák Tirana, Korça, Berat és Gjirokastra rászorulóit segítik étellel. Az ilyen akciókkal nem csak az élelmet szeretné átadni az egyház, de a szeretet érzését is. Ezek a konyhák Tiranában heti három napon, Korçában heti négy napon, Beratban heti két napon, Gjirokastrában heti egy napon osztanak ételt.

### Kulturális támogatások

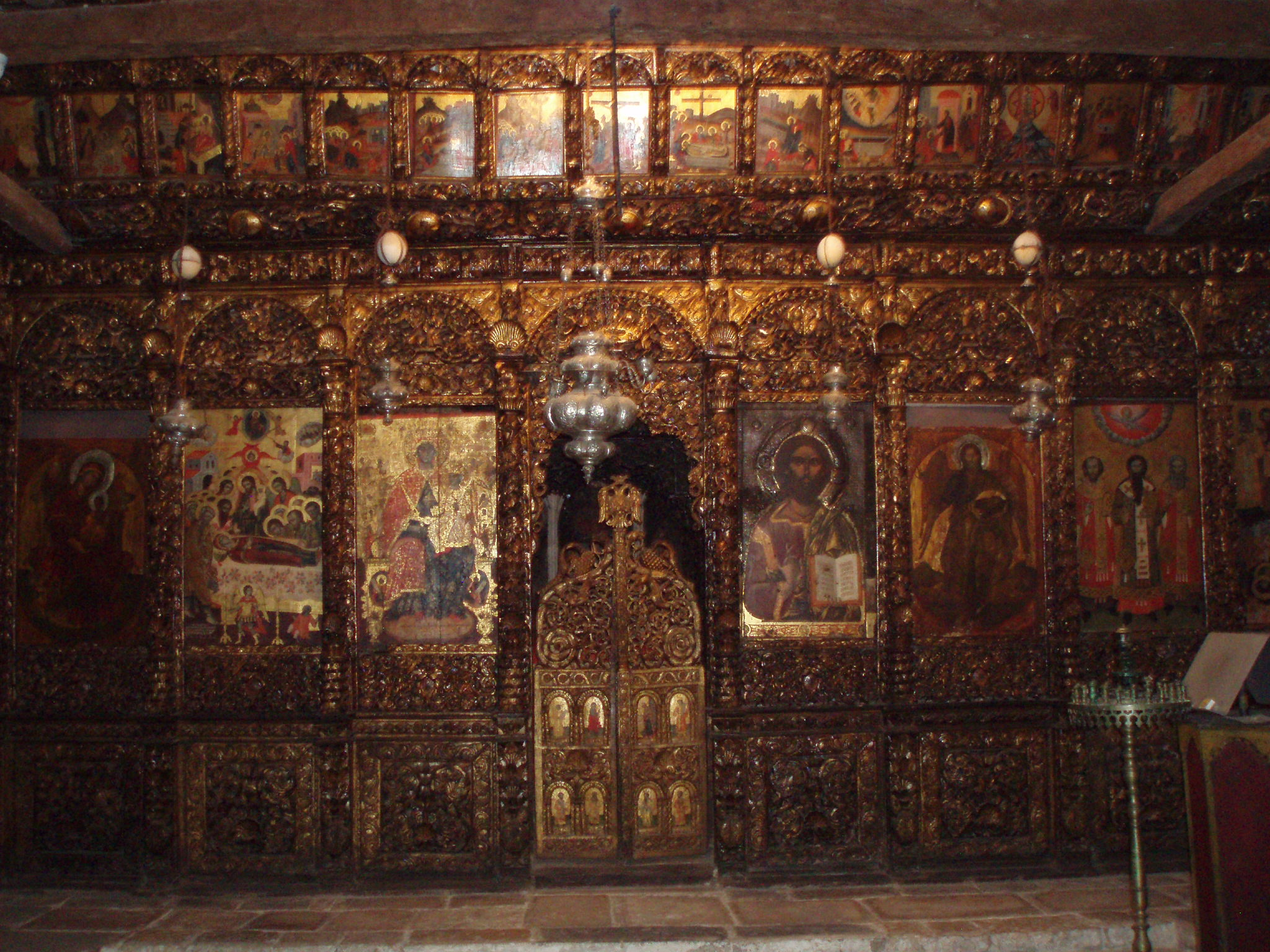
Ikonosztáz a berati Mária mennybevétele székesegyház épületében (ma Onufri Nemzeti Ikonográfiai Múzeum)

A Kulturális Örökségvédelmi Hivatal azért jött létre, hogy óvja az ortodox épületeket, amelyek a nemzeti kulturális örökség részét képezik. Az egyház feje, Anasztásziosz érsek 8 millió eurót ajánlott fel erre a célra.
Az egyház kórusokat is szervez, amelyek DVD- és CD-kiadásait is támogatja. Az egyház számára fontosak az ikonok, ezért az ezekkel foglalkozó művészeket is segítik anyagilag. Kulturális programok rendezését, kódexek, dokumentumfilmek készítését is támogatja az ortodox egyház.
Az 1998-ban alakult „Ngjallja” (Feltámadás) rádióállomás az FM 88,5 Mhz-en kulturális és vallási műsorokat sugároz.

### Környezetvédelmi program
Az ortodox egyház a környezetvédelmet is támogatja. 2001 márciusában programot indítottak el, amelynek keretében a Szakképzési Intézetben posztgraduális formában képezték a hallgatókat erdészeti, környezetvédelmi mérnöki, biológiai szakokon. Egy tanfolyam 1000 óra volt, és neves albán és görög tudósok oktattak. Ezt a programot 2003-ban fejezték be.
Az egyház nem csak programokat támogat, de törekszik az ifjúság környezettudatos nevelésére is. A Feltámadás című újságban például megjelenítenek környezetvédelmi témákat is.

### Ökumenikus tevékenységek
Az albán ortodox egyház egyenrangú félként vesz részt az ortodox egyházak rendezvényein, továbbá tagja az Európai Egyházak Konferenciájának, amelynek elnöke 2003 decembere óta Anasztásziosz érsek. Az Egyházak Világi Tanácsának 1994 óta tagja az ortodox egyház, amelybe 2006-ban a nyolc elnök közé beválasztották Anasztásziosz érseket, aki ugyanebben az évben a Vallások a békéért nemzetközi szervezet tiszteletbeli elnöke is lett.

## Jog
Az egyház vezetője az érsek és a Szent Szinódus. Alattuk található a Klérusok és a Laikusok Tanácsa, amely gazdasági és adminisztrációs feladatokat lát el. Az alapszabályzat az 1950-es dokumentumon alapszik, de 1993-ban módosították, hogy a kor szellemének megfeleljen.

## Egyházszervezet
Az egyház újjászervezése 1992. június 24-éig húzódott, ekkor választották meg az egyház fő székébe, a Tirana-Durrësi ortodox főegyházmegye első érsekének Anasztásziosz Janulátoszt. Az albán ortodox egyházszervezet 1998. július 18-án megalakult szent szinódusát eleinte négy egyházmegye alkotta: a tirana-durrësi érsekség, valamint a berati, a gjirokastrai és a korçai metropóliák. 2006. november 3–4-én a szinódus két további taggal bővült, sor került az apollóniai és a krujai címzetes püspökségek megalapítására és vezetőik megválasztására. 2012. január 19-én a szinódus nyolctagúra bővült, ezt követően az amantiai és a bülliszi címzetes püspökségek vezetői is részt vettek a döntési folyamatokban. 2016. március 11–12-én az apollóniai címzetes püspökség helyét átvette az apollónia-fieri metropólia, valamint megalakították az elbasani metropóliát. Az albán ortodox egyház szinódusát 2018-ban az alábbi táblázatban foglalt egyházmegyék és főpapok alkották.
| Tirana-Durrësi főegyházmegye | Tirana-Durrësi főegyházmegye | 1937. április 12.  | Tirana, Durrës és egész Albánia érseke | Tirana, Durrës, Shkodra, Észak-Albánia               | Anasztásziosz (Anasztásziosz Janulátosz) | 1992. június 24.   |
|                              | Krujai címzetes püspökség    | 2006. november 11. | Kruja püspöke                          | –                                                    | betöltetlen                              |                    |
| Berati egyházmegye           | Berati egyházmegye           | 1937. április 12.  | Berat metropolitája                    | Berat, Vlora, Lushnja, Mallakastra                   | Ignati (Janakósz Triándisz)              | 1992. június 24.   |
|                              | Amantiai címzetes püspökség  | 2012. január 21.   | Amantia metropolitája                  | –                                                    | Nathanail (Konsztandínosz Szterjíu)      | 2012. január 21.   |
|                              | Bülliszi címzetes püspökség  | 2012. január 19.   | Büllisz püspöke                        | –                                                    | Asti (Kristaq Bakallbashi)               | 2012. január 19.   |
| Gjirokastrai egyházmegye     | Gjirokastrai egyházmegye     | 1937. április 12.  | Gjirokastra metropolitája              | Gjirokastra, Pogon, Përmet, Saranda, Delvina, Himara | Dhimitri (Dimítriosz Dikbaszánisz)       | 2006. november 11. |
| Korçai egyházmegye           | Korçai egyházmegye           | 1937. április 12.  | Korça metropolitája                    | Korça, Preszpa, Pogradec, Devoll, Kolonja            | Joan Fatmir Pelushi                      | 1998. július 18.   |
| Apollónia-Fieri egyházmegye  | Apollónia-Fieri egyházmegye  | 2016. április 7.   | Apollónia és Fier metropolitája        | Fier, Patos, Libofsha                                | Nikolla (Arjan Hyka)                     | 2016. április 7.   |
| Elbasani egyházmegye         | Elbasani egyházmegye         | 2016. április 7.   | Elbasan metropolitája                  | Elbasan, Shpat, Librazhd                             | Andon (Andon Merdani)                    | 2016. április 7.   |

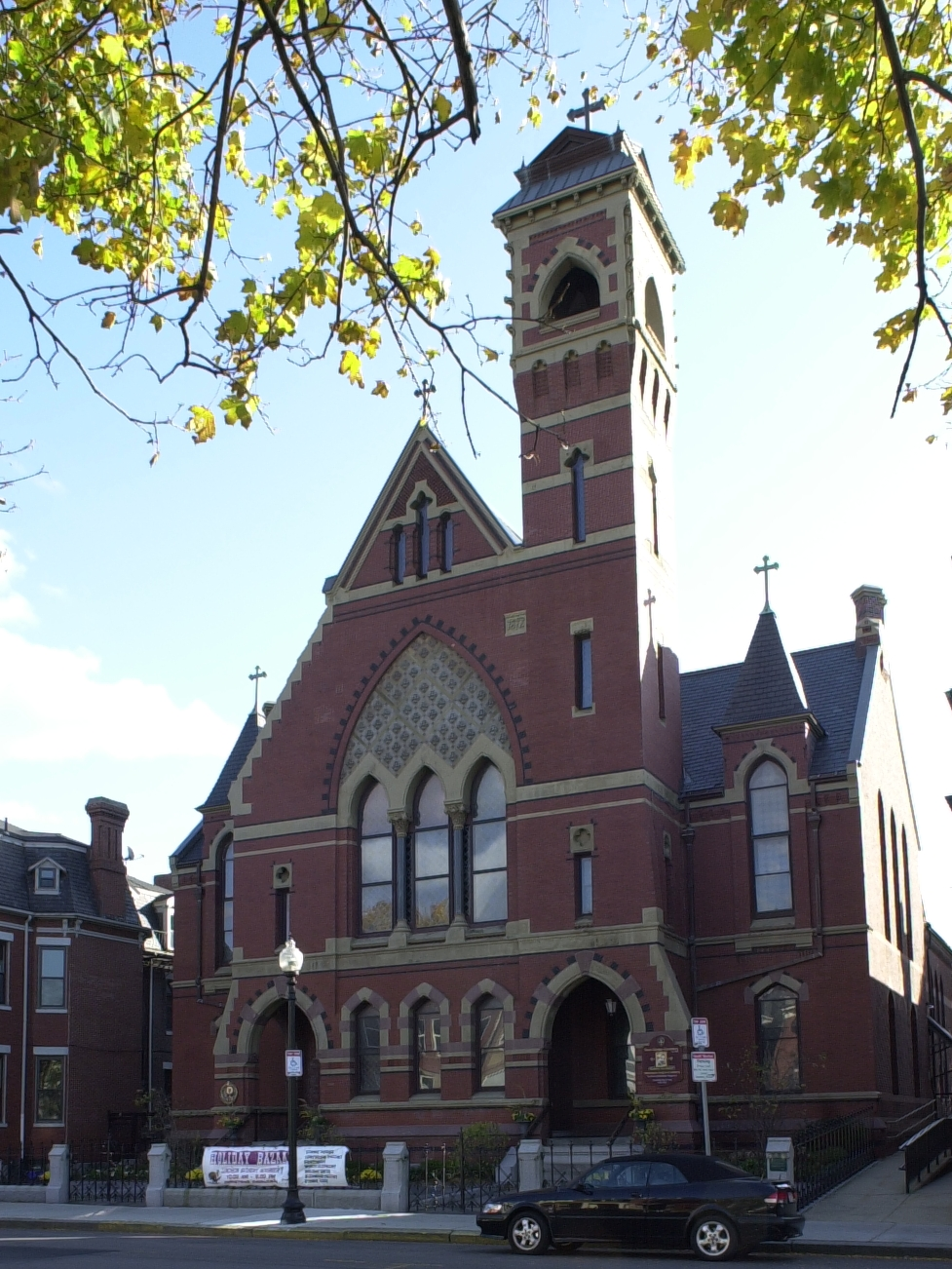
Dél-bostoni Szent György-katedrális

Észak-Amerikában két külön albán ortodox joghatóság van. Az amerikai albán ortodox érsekség, amely egy külön etnikai egyházmegye az amerikai ortodox egyházon belül. Bostonban 13 plébániája van, és Nikon püspök a vezető. Az amerikai albán ortodox egyházmegyének Chicagóban és Dél-Bostonban vannak plébániái.

## Demográfia
Az ortodox hívők száma a 2011-es népszámlálás alapján 188 992 fő (6,75%). Ez jelentős visszaesés a korábban mért adatokhoz képest (1930: 21,0%; 1942: 20,6%), ugyanakkor a cenzus során tapasztalt adatfelvételi visszásságok miatt az albán ortodox egyház vezetői kétségbe vonták az eredmények megbízhatóságát. Saját adataik szerint 2013-ban az országban 460 ortodox egyházközség volt található, és a lakosság 24%-a az albán ortodox egyházhoz tartozott. A legpesszimistább forrás szerint Albániában 300 ezer, Észak-Amerikában 20 ezer tagja volt az egyháznak. McGuckin szerint félmillió, más forrás szerint 700 ezer tagja volt ekkor az egyháznak.
Az országban van egy hiedelem, ami szerint az ortodoxok szimpatizálnak a szintén ortodox görögökkel, akik el akarják foglalni hazájukat, ezért az albán nacionalisták az állam ellenségeiként tekintenek ortodox nemzettársaikra. Albánia egyes részein a görög szót pejoratív értelemben használják az ortodox albánokra.

## Fordítás
- Ez a szócikk részben vagy egészben  az   Autokephale orthodoxe Kirche von Albanien című német Wikipédia-szócikk ezen változatának fordításán alapul.  Az eredeti cikk szerkesztőit annak laptörténete sorolja fel. Ez a jelzés csupán a megfogalmazás eredetét és a szerzői jogokat jelzi, nem szolgál a cikkben szereplő információk forrásmegjelöléseként.

### Weboldalak
- Novelty and growth in the schools of the Albanian Church (angol nyelven). theorthodoxchurch.info. [2010. október 13-i dátummal az eredetiből archiválva]. (Hozzáférés: 2012. július 16.)
- Új székesegyházat szenteltek fel Tiranában (magyar nyelven). ortodoxszemle.wordpress.com. (Hozzáférés: 2012. július 19.)
- ENVIROMENTAL PROGRAM 2001-2003 (angol nyelven). ortodoxszemle.wordpress.com. (Hozzáférés: 2012. július 19.)[halott link]
- Social Initiative (angol nyelven). www.orthodoxalbania.org. (Hozzáférés: 2012. július 19.)[halott link]